# Geranomyia edwardsiana
Geranomyia edwardsiana är en tvåvingeart som först beskrevs av Alexander 1973.  Geranomyia edwardsiana ingår i släktet Geranomyia och familjen småharkrankar. Inga underarter finns listade i Catalogue of Life.